# Oldsmobile Cutlass Supreme
El Oldsmobile Cutlass Supreme es un automóvil de turismo del segmento E producido por el fabricante General Motors, para su marca Oldsmobile. Se trata de un modelo sedán de 4 puertas y de un coupé de 2 puertas, con un motor v8 en sus primeras generaciones y la última generación con un motor v6 de corte netamente deportivo, que fueron introducidos y comercializados en los Estados Unidos. Inicialmente, el término Cutlass fue presentado dentro de la gama Oldsmobile como un nivel de equipamiento, para luego convertirse en forma definitiva en un modelo más de la cartilla de productos, algo similar a lo ocurrido con el término Malibú dentro de la gama Chevrolet, también propiedad de General Motors.
Inicialmente, dentro de ese abanico de niveles de equipamientos, el término Cutlass Supreme se empleaba para denominar a los coupé de corte deportivo de los modelos F-85 y 442. Con la reutilización del término Cutlass, la palabra Supreme continuaría cumpliendo la función de destacar al nivel de equipamiento deportivo, pero ya no sólo para una versión coupé, sino también para un sedán.
El término Cutlass Supreme fue empleado en modelos Oldsmobile entre 1966 y 1997, siendo discontinuado sin poner a la venta a un sucesor directo, aunque en 1998 fue presentado el Oldsmobile Intrigue, que fuera diseñado como reemplazante de todos los modelos Cutlass en general.

## Primera generación (1966-1967)
El nombre apareció por primera vez en 1966, el primer año de la nueva GM, fue intermedio de cuatro puertas hardtop sedán - también conocido como el sedán de vacaciones. Además de la nueva carrocería (también disponible en la línea media F-85 Deluxe serie), el Supreme aparece con un interior más lujoso que incluyó un asiento tipo banco de tres volúmenes con reposabrazos, cubiertas completas y de lujo y paneles de las puertas entre otros temas, incluyendo emblemas "CS" en la parte posterior de los pilares C y la tapa del maletero.

## Segunda generación (1968-1972)
El Cutlass y otros intermediarios de GM fueron rediseñados completamente para 1968, con distancias entre ejes más acortadas a 112 pulgadas (2845 mm) para el dos puertas coupé y alargada de una pulgada a 116 en (2946 mm) en el de cuatro puertas sedán y station wagon (con la excepción del Vista Cruiser vagón, que se elevaba sobre una aún más larga de 121 pulgadas (3100 mm) de distancia entre ejes).

## Tercera generación (1973-1977)
En 1973, el Supreme, al igual que otros tamaños medio-coches, se han rediseñado. Los modelos Hardtop fueron sustituidos por nuevos "Columnata" con pilares centrales fijos.

## Cuarta generación (1978-1988)
El Cutlass Supreme fue reducido en 1978, junto con el resto de la línea del Cutlass. Un exclusivo modelo Cutlass Calais se añadió, se diferencia del Supreme solo en menores detalles de acabado. El nuevo sedán Cutlass Supreme ha demostrado ser mucho más popular que el fastback controversial Cutlass Salon coupé y sedán introducidos al mismo tiempo.

## Quinta generación (1988-1997)
Este nuevo modelo FWD ha compartido sus 107,5 plgs (2731 mm) de distancia entre ejes con el Pontiac Grand Prix, Buick Regal y Chevrolet Lumina. Como parte de la introducción de la nueva FWD del Cutlass Supreme, Oldsmobile aseguró su lugar en el 1988 Indianapolis 500 Pace Car, el coche que introdujo el head-up display para el mundo.